# Жузимдик
Жузимдик (каз. Жүзімдік, до 2008 г. — Плодовиноградное) — село в Жетысайском районе Туркестанской области Казахстана. Входит в состав Абайского сельского округа. Код КАТО — 514433200.

## Население
В 1999 году население села составляло 1362 человека (680 мужчин и 682 женщины). По данным переписи 2009 года, в селе проживали 1682 человека (810 мужчин и 872 женщины).